# 야스나가 소타로
야스나가 소타로(일본어: 安永 聡太郎, 1976년 4월 20일 ~ )는 일본의 전 축구 선수이다.

## 구단 경력
과거 요코하마 F. 마리노스, 예이다, 시미즈 에스펄스, 라싱 페롤, 가시와 레이솔에서 활동하였다.

## 국가대표팀 경력
그는 1995년 FIFA 세계 청소년 축구 선수권 대회에 참가할 일본 U-20 국가대표팀에 발탁되었으며, 4출전, 1득점을 넣었다.

## 지도자 경력
2016년부터 2017년까지 SC 사가미하라에서 감독을 맡았다.